# ناميستوفو
 ناميستوفو (بالسلوفاكية: Námestovo)‏ مدينة في شمال سلوفاكيا وتتبع إقليم جيلينا.

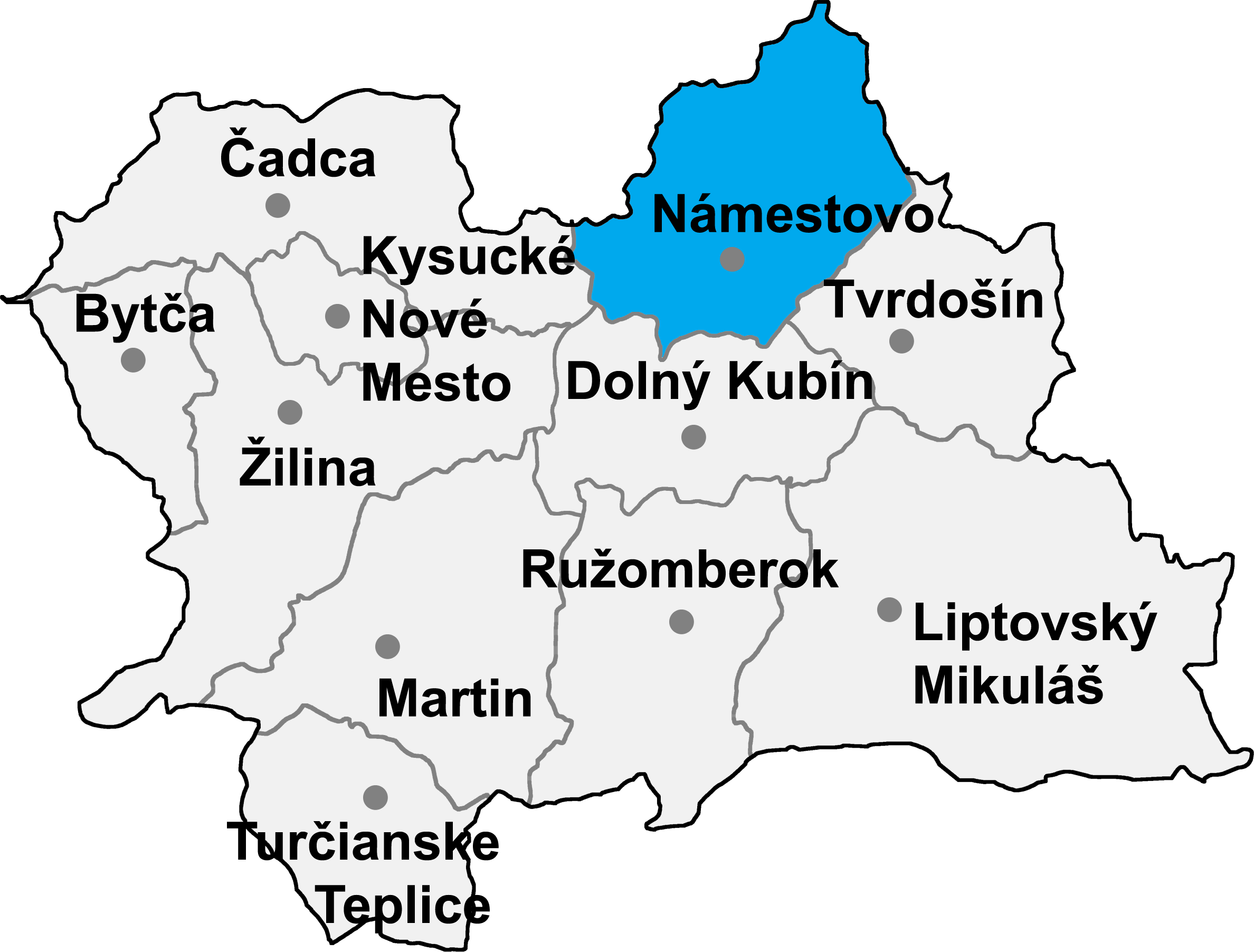
موقع ناميستوفو في إقليم جيلينا

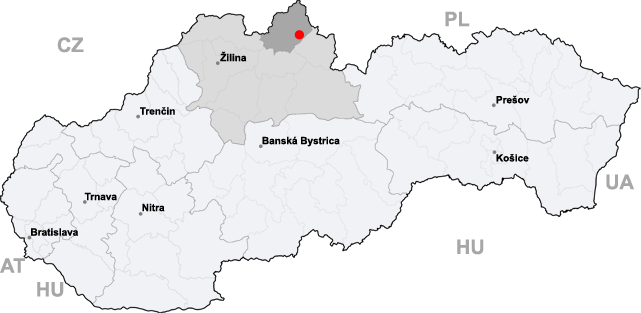
موقع ناميستوفو في سلوفاكيا